# El sistema Pelegrín (película)
El sistema Pelegrín es una película cómica española de 1952 producida y dirigida por Ignacio Iquino, y basada en la novela homónima del escritor español Wenceslao Fernández Flórez.

## Argumento
Aventuras de Héctor Pelegrín (Fernando Fernán Gómez), un fracasado agente de seguros que consigue trabajo de profesor de gimnasia en un colegio. Pelegrín no sabe absolutamente nada de Educación Física, lo que no le impide inventarse ejercicios disparatados. Su gran proyecto es la organización de un partido de fútbol contra otro colegio.

## Reparto
Sus principales intérpretes son Fernando Fernán Gómez, Mario Bustos, José Calvo, Rafael Luis Calvo, Isabel de Castro y Manuel Monroy. El director de fotografía es Pablo Ripoll.